# Площик Роман Вікторович
Рома́́н Ві́кторович Пло́щик (9 березня 1980 м. Ромни — 3 вересня 2014 с. Побєда, Новоайдарський район, Луганська область) — український військовик, учасник російсько-української війни.

## Життєвий шлях
Народився 1980 року в місті Ромни. Після 9-ти класів ЗОШ № 11 пішов навчатися у ВПУ-14, закінчив із відзнакою. Навчався в Конотопському індустріальному технікумі, в якому познайомився з майбутньою дружиною. З навчання забрали до строкової служби. Після військової служби повернувся до родини, виховували дітей, Роман любив особисто займатися покращенням побутових приладів. Працював оператором у ТОВ «Таланпром».
Мобілізований, командир бойової машини, 27-й реактивний артилерійський полк. Кілька разів побував удома в короткотермінових відпустках.
3 вересня 2014-го загинув під час обстрілу з території Російської Федерації з РСЗВ «Смерч» базового табору 27-го полку поблизу Старобільська.
Похований у місті Ромни. Без Романа лишились батьки, дружина Віра, двоє дітей — Богдан 2001 р.н й Ліза 2007 р.н.

## Нагороди і вшанування
За особисту мужність і героїзм, виявлені у захисті державного суверенітету та територіальної цілісності України, вірність військовій присязі під час російсько-української війни, відзначений — нагороджений
- орденом «За мужність» III ступеня (посмертно)
- Його портрет розміщений на меморіалі «Стіна пам'яті полеглих за Україну» у Києві: секція 4, ряд 8, місце 5
- Вшановується в меморіальному комплексі «Зала пам'яті», в щоденному ранковому церемоніалі 3 вересня[2]
- 8 травня 2015 року на фасаді будівлі роменської загальноосвітньої школи № 11 йому встановлено меморіальну дошку.